# Baci da 100 dollari
Baci da 100 dollari è una raccolta di racconti scritti da Kurt Vonnegut all'inizio della sua carriera di scrittore negli anni cinquanta del XX secolo per delle riviste negli Stati Uniti.
Sono stati raccolti e pubblicati nel 2011 con una prefazione di Dave Eggers.

## I racconti
- "Jenny"
- "L'epizootica"
- "Baci da 100 dollari"
- "Tutore della persona"
- "Con la mano sull'acceleratore"
- "La riserva delle ragazze"
- "Ruth"
- "Mentre i mortali dormono"
- "Spegniti, breve candela"
- "Tango"
- "Bomar"
- "L'uomo senza rini"
- "Mr. Z"
- "Diecimila dollari l'anno sicuri"
- "La voce del denaro"
- "Gli imbroglioni"

## Edizioni
- While Mortals Sleep, New York, Delacorte Press, 2011, ISBN 978-0-385-34373-2.

- Baci da 100 dollari, traduzione di Francesco Pacifico, Milano, Isbn Edizioni, 2011,  p. 219, ISBN 978-88-7638-250-5.